# Lemma von Auerbach
Das Lemma von Auerbach (nach Herman Auerbach) ist eine Aussage der Funktionalanalysis. Es besagt, dass in einem n-dimensionalen normierten Vektorraum {\displaystyle (E,\|\cdot \|)} stets eine Auerbachbasis existiert. Die Menge {\displaystyle e_{1},\ldots ,e_{n}} in E heißt eine Auerbachbasis von E, wenn {\displaystyle f_{1},\ldots ,f_{n}} im Dualraum {\displaystyle \!\ E'} von E mit Norm 1 existieren, so dass {\displaystyle f_{j}(e_{k})=\delta _{j,k}} für alle {\displaystyle 1\leq j,k\leq n}. Dabei ist {\displaystyle \delta _{j,k}} das Kronecker-Delta, also gleich 1, wenn {\displaystyle j=k}, und gleich 0 sonst. 
Wegen der Gleichungen {\displaystyle f_{j}(e_{k})=\delta _{j,k}} sind die Vektoren {\displaystyle e_{j}} linear unabhängig, sie bilden also eine Basis des Vektorraums. Der Beweis verwendet Hilfsmittel aus der linearen Algebra und elementaren Analysis.
Im Falle der euklidischen Norm auf einem endlichdimensionalen Vektorraum {\displaystyle {\mathbb {R} }^{n}} oder {\displaystyle {\mathbb {C} }^{n}} erfüllen die Einheitsvektoren {\displaystyle (1,0,\ldots ,0),\ldots ,(0,\ldots ,0,1)} die Aussage des Lemmas. Das Lemma von Auerbach macht darüber hinaus eine Aussage über eine beliebige Vektorraumnorm und ist dann nicht so offensichtlich wie der Fall des euklidischen Vektorraums. 
In Hilberträumen ist jede Orthonormalbasis {\displaystyle (e_{i})_{i}} eine Auerbachbasis. Als {\displaystyle f_{j}} in obigem Lemma nimmt man die Funktionale {\displaystyle \langle \,\cdot \,,e_{j}\rangle }. In manchen Situationen, so auch in der folgenden Anwendung, kann eine Auerbachbasis als Ersatz für Orthonormalbasen fungieren.

## Anwendung
Die folgende Aussage über nicht notwendig endlichdimensionale Räume zeigt, wie dieses Lemma eingesetzt werden kann.
Ist E ein normierter Raum und F ein n-dimensionaler Untervektorraum, so gibt es eine stetige Projektion P von E auf F mit {\displaystyle \|P\|\leq n}.
Nach dem Lemma hat der n-dimensionale Unterraum F eine Auerbachbasis {\displaystyle e_{1},\ldots ,e_{n}} mit {\displaystyle f_{1},\ldots ,f_{n}\in F'} und nach dem Satz von Hahn-Banach gibt es {\displaystyle g_{j}\in E'} mit {\displaystyle g_{j}|_{F}=f_{j}} und {\displaystyle \|g_{j}\|=1}. Durch Nachrechnen lässt sich dann zeigen, dass
{\displaystyle P:x\mapsto \sum _{j=1}^{n}g_{j}(x)e_{j}}
eine Projektion von E auf F mit {\displaystyle \|P\|\leq n} ist.
Dieser Satz lässt sich wesentlich verbessern, es gibt nach dem Satz von Kadets-Snobar sogar Projektionen mit Norm kleiner gleich {\displaystyle {\sqrt {n}}}, aber der Beweis dieser Aussage ist wesentlich schwieriger.